# 角田市立西根小学校
角田市立西根小学校（かくだしりつ にしねしょうがっこう）は宮城県角田市にあった公立小学校。

## 沿革
出典
- 1873年（明治6年）4月 - 第6区第6番笠島小学校として開校
- 1876年（明治9年）8月 - 岡小学校毛萱分校開設
- 1879年（明治12年）10月 - 高倉小学校開設
- 1880年（明治13年）3月 - 高倉字新町に独立校舎新築
- 1884年（明治17年）5月 - 初等科毛萱小学校に改称
- 1896年（明治19年）4月 - 高倉尋常小学校に改称
- 1923年（大正12年）4月 - 西根尋常高等小学校に改称
- 1931年（昭和6年）5月 - 毛萱尋常小学校を廃し西根尋常高等小学校毛萱分校となる
- 1941年（昭和16年）4月1日 - 西根国民学校に改称
- 1947年（昭和22年）4月1日 - 西根村立西根小学校に改称
- 1954年（昭和29年）10月 - 町村合併により角田町立西根小学校に改称
- 1955年（昭和30年）12月 - 山内分校校舎改築落成
- 1957年（昭和32年）5月 - 新校舎完成
- 1959年（昭和34年）2月 - 毛萱分校校舎落成
- 1960年（昭和35年）2月 - 笠島分校校舎落成
- 1970年（昭和45年）
  - 4月 - 三分校廃止　本校に統合
  - 7月 - 西根小中合同プール落成（中学校敷地）
- 1972年（昭和47年）4月 - 西根幼稚園開設
- 1983年（昭和58年）
  - 3月 - 新校舎落成，現在地に移転
  - 12月 - 体育館落成
- 2022年（令和4年）3月31日 - 角田市立北郷小学校へ統合され閉校

## 学区
- 高倉、笠島、稲置、毛萱[2]

## 卒業後
- 角田市立北角田中学校へ進学する[2]。